# Sriamur
Sriamur is een bestuurslaag in het regentschap Bekasi van de provincie West-Java, Indonesië. Sriamur telt 17.047 inwoners (volkstelling 2010).